# Patapon 2
Patapon 2 är ett TV-spel till Playstation Portable, utvecklat av Pyramid (Japan Studios). Patapon 2 är en uppföljare till spelet Patapon som släpptes 22 februari 2008 i Europa. 

## Release
Ett demo till Patapon 2 släpptes på Playstation Store i Japan den 13 november 2008 och själva spelet gick att köpa 27 november 2008 i Japan.
Release i Europa och USA är fortfarande inte fastställt, men tros vara i början av 2009